# Борановићи
Борановићи су насељено мјесто у општини Рудо, Република Српска, БиХ. Према попису становништва из 1991. у насељу је живјело 272 становника.

## Географија
Борановићи су део месне заједнице Миоче. Граниче се са насељем Кула.
Кроз Борановиће једним делом свог тога протич река Лим.

## Историја
Борановићи се нису појављивали као посебно насеље све до 1910. године када се становништво одлучило да се издвоји као посебна целина од већинског муслиманског становништва и назове свој део, до тада Куле, посебним именом Борановићи.
За границу између тада српских Борановића, и већински муслиманске Куле, одређен је локални поток.
И Борановићи и Кула су у саставу месне заједнице Миоче.

## Становништво
| Демографија | Демографија | Демографија |
| Година      | Становника  | Становника  |
| ----------- | ----------- | ----------- |
| 1991.       | 272         |             |